# Nikołaj Rastorgujew
Nikołaj Wiaczesławowicz Rastorgujew (ros. Николай Вячеславович Расторгуев, ur. 21 lutego 1957 w Bykowie) – rosyjski piosenkarz, wokalista i współzałożyciel grupy Lube.
W 1997 został Ludowym Artystą Federacji Rosyjskiej. W 2007 został odznaczony przez Władimira Putina Orderem „Za zasługi dla Ojczyzny” IV klasy.
Od 3 lutego 2010 jest deputowanym do Dumy Państwowej Federacji Rosyjskiej z ramienia partii Jedna Rosja.